# Synema tricalcaratum
Synema tricalcaratum là một loài nhện trong họ Thomisidae.
Loài này thuộc chi Synema. Synema tricalcaratum được Cândido Firmino de Mello-Leitão miêu tả năm 1929.